# Diana Lewis
Pour les articles homonymes, voir Lewis.
Diana Lewis est une actrice américaine, née le 18 septembre 1919 à Asbury Park (New Jersey), morte le 18 janvier 1997 à Rancho Mirage (Californie).

## Biographie

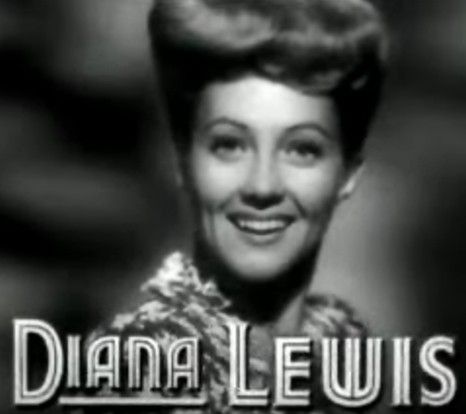
Dans Cry Havoc (1943)

Diana Lewis fait une assez courte carrière au cinéma, contribuant à seulement dix-neuf films américains, les trois premiers sortis en 1934 (dont Une riche affaire de Norman Z. McLeod, avec W. C. Fields et Kathleen Howard).
Mentionnons également Chercheurs d'or d'Edward Buzzell (1940, avec les Marx Brothers), André Hardy va dans le monde de George B. Seitz (1940, avec Mickey Rooney et Judy Garland), ou encore Johnny, roi des gangsters de Mervyn LeRoy (1942, avec Robert Taylor et Lana Turner).
En 1940, elle épouse en secondes noces l'acteur William Powell, dont elle reste veuve à la mort de celui-ci en 1984. Elle se retire pour se consacrer à sa famille, après un dernier film sorti en 1943, Cry Havoc de Richard Thorpe (avec Margaret Sullavan et Frances Gifford).
Notons qu'à la radio, Diana Lewis joue aux côtés de son mari en 1943, dans une adaptation du film d'Ernst Lubitsch To Be or Not to Be (1942), sous le même titre original, au sein de la série The Screen Guild Theater (en).

## Filmographie complète
- 1934 : All the King's Horses de Frank Tuttle

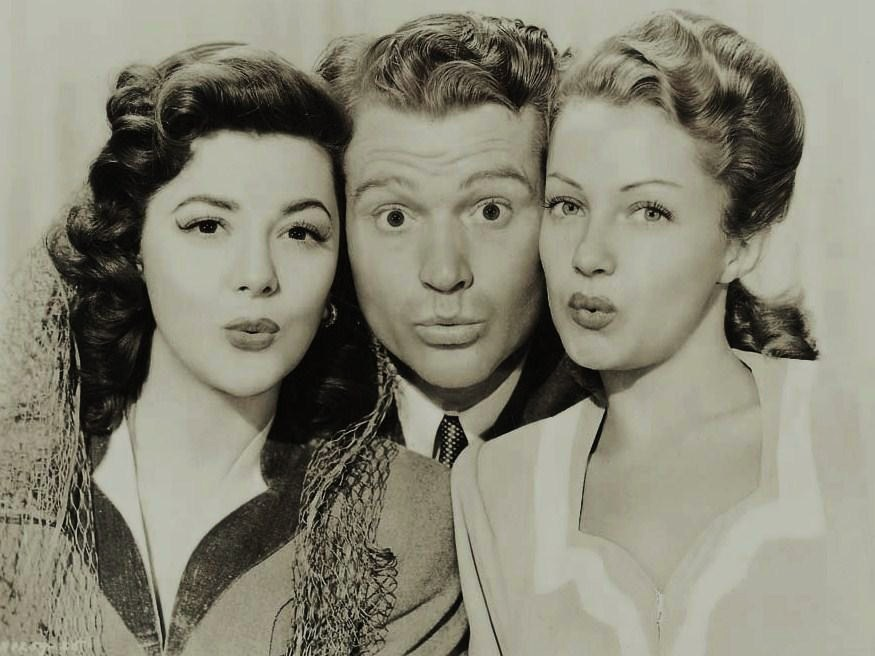
De g. à d. : Ann Rutherford, Red Skelton et Diana Lewis, dans Whistling in Dixie (1942, photo promotionnelle)

- 1934 : Une riche affaire (It's a Gift) de Norman Z. McLeod
- 1934 : One Hour Late de Ralph Murphy
- 1935 : Caprice de femmes (Enter Madame) d'Elliott Nugent
- 1935 : Une invention qui rapporte (Choose Your Partners) de Charles Lamont (court métrage)
- 1936 : Chef d'orchestre malgré lui (Grand Slam Opera) de Charles Lamont et Buster Keaton (court métrage)
- 1937 : La Roulotte d'amour (Love Nest on Wheels) de Charles Lamont et Buster Keaton (court métrage)
- 1938 : Gold Diggers in Paris de Ray Enright
- 1938 : He Couldn't Say No de Lewis Seiler
- 1939 : First Offenders (en) de Frank McDonald
- 1940 : André Hardy va dans le monde (Andy Hardy Meets Debutante) de George B. Seitz
- 1940 : Forty Little Mothers de Busby Berkeley
- 1940 : Chercheurs d'or (Go West) d'Edward Buzzell
- 1940 : Chante mon amour (Bitter Sweet) de W. S. Van Dyke
- 1941 : The People vs. Dr. Kildare (en) d'Harold S. Bucquet
- 1942 : Johnny, roi des gangsters (Johnny Eager) de Mervyn LeRoy
- 1942 : Whistling in Dixie (en) de S. Sylvan Simon
- 1942 : Sept amoureuses (Seven Sweethearts) de Frank Borzage
- 1943 : Cry Havoc (Cry « Havoc ») de Richard Thorpe

## Radio (sélection)
- 1943 : série The Screen Guild Theater (en), épisode 127 To Be or Not to Be, avec William Powell, Jon Hall, Sig Ruman